# Царёвка (Умётский район)
Царёвка — село в Умётском районе Тамбовской области России. Входит в состав Берёзовского сельсовета.

## География

### Расположение
Село находится в восточной части Тамбовской области, в лесостепной зоне, в пределах Приволжской возвышенности, на правом берегу реки Карай, на расстоянии примерно 19 километров (по прямой) к юго-юго-западу от рабочего посёлка Умёт, административного центра района. Абсолютная высота — 167 метров над уровнем моря.

### Климат
Климат умеренно континентальный, относительно сухой, с холодной продолжительной зимой и жарким летом. Средняя температура воздуха самого холодного месяца (января) — −11,5 °C (абсолютный минимум — −40 °C); самого тёплого месяца (июля) — 20,4 °C (абсолютный максимум — 40 °С). Среднегодовое количество атмосферных осадков составляет 450—500 мм. Продолжительность залегания снежного покрова составляет в среднем 136 дней.

### Часовой пояс
Царёвка, как и вся Тамбовская область, находится в часовой зоне МСК (Московское время). Смещение применяемого времени относительно UTC составляет +3:00.

## История
В 1794 г. тщанием прихожан была построена деревянная церковь.
Село упоминается в документах ревизии 1816 года как «деревня Царицынского посёлка». Жили там крепостные крестьяне мелких помещиков Гордениных (в 30 домах 186 человек) и крепостные князя Егора Братченкова (в 44 домах 380 крепостных).
Первоначально село называлось «Гремячка». Носило оно это имя, потому что родник, который и теперь обеспечивает водой все село, падая с высоты, гремел на расстоянии 7 км.
В 1885 году был построен каменный православный храм.
В 1862 году село насчитывало 217 дворов с населением 2569 жителей. В селе были православная церковь, базары и мельница.Также было известно под названиями Богословское и Гремячка. Находилось при реке Карай.

Описание села по епархиальным сведениям в 1911 году:
Гремячка (Царевка). Церковь каменная, тёплая, построена в 1885 году. Престолов два: главный — во имя св. апостола и евангелиста Иоанна Богослова (8 мая и 26 сентября) и придельный — во имя Архистратига Михаила (8 ноября). В дер. Березовке строится деревянная церковь.
Дворов 405, д.м.п. 1582, ж.п. 1568, великороссы, земледельцы, имеют земли по 20 саж, на душу в каждом поле.
В приходе четыре деревни: 1) Березовка, 104 дв., д.м.п. 437, ж.п. 426, в 7 вер. от церкви, 2) Натальевка, 95 дв., д.м.п. 381, ж.п. 360, в 5 вер., 3) Калиновка, 26 дв., д.м.п. 86, ж.п. 82, в 10 вер., и 4) Липяги, 16 дв., д.м.п. 52, ж.п. 49, в 2 верстах от церкви. Есть экономия г.г. Тарновских, небольшая, в 7 вер. от церкви, земля продана крестьянам. Река Карай, рыбная.
Школы четыре: церковно-приходская, женская, и земская, мужская, в самом селе, и в деревнях: Березовке церковно-приходская, смешанная, и в Натальевке земская, тоже смешанная, законоучителю от земских школ по 50 руб. Есть церковно-приходское попечительство. Имеются опись церковного имущества и метрические книги с 1800 года. Церковная библиотека до 200 томов.
Штат: священник, диакон и псаломщик. У причта земли 3 дес. усадебной, вся в одном месте, почва каменистая, 69 десят. полевой, в трех полях, в 1 и 2 вер. от церкви. Земля дает годового дохода 420 руб. Братский годовой доход до 1000 рублей и более. Причтовый капитал 350 руб. Церковный капитал 2112 руб. Руга — печеным хлебом. Дома у священника и диакона церковные, у первого 22х10 кв. ар., у второго 18х8 кв. ар.

Приход от ст. «Умет» в 18 верст., земской больницы в 20 вер., фельдшерский пункт, базар, волостное правление, благочинный в самом селе, ближайшая церковь с. Леонтьевки в 7 верстах, гор. Кирсанова в 30 вер. и гор. Тамбова в 110 вер. Адрес: для корреспонденции — гор. Кирсанов, Царевское волостное правление, а для телеграмм — ст. «Умет». Земский начальник 1 уч., пристав 1 стана Кирсановского уезда.

## Население
| 2010 | 2013 |
| ---- | ---- |
| 44   | ↘38  |

### Половой состав
По данным Всероссийской переписи населения 2010 года, в гендерной структуре населения мужчины составляли 45,5 %, женщины — соответственно 54,5 %.

### Национальный состав
Согласно результатам переписи 2002 года, в национальной структуре населения русские составляли 91 % из 66 чел.

## Известные жители

### В Царёвке родились
- Акулин, Михаил Иванович (1898 — 1951) ― советский военный, государственный и политический деятель, вице-адмирал.
- Митрополит Антоний (1846 ― 1912) ― епископ Православной российской церкви.